# Trattato di Mosca (1920 Urss-Georgia)
Il Trattato di Mosca (in russo Московский договор?, Moskovskij dogovor; in georgiano მოსკოვის ხელშეკრულება?, moskovis khelshekruleba), firmato tra la Russia sovietica (RSFSR) e la Repubblica Democratica di Georgia (RDG) a Mosca il 7 maggio 1920, concesse il riconoscimento de jure dell'indipendenza georgiana in cambio della promessa di non concedere asilo sul suolo georgiano alle truppe di potenze ostili alla Russia bolscevica.

## Contesto
La Repubblica Democratica di Georgia, guidata dal Partito Socialdemocratico, o Partito Menscevico, dichiarò la sua indipendenza dalla Russia il 26 maggio 1918. A quel tempo non fu formalmente riconosciuta dai sovietici, ma alla fine il governo georgiano riuscì a ottenere il riconoscimento de facto dai leader bianchi e dagli alleati.
A seguito di un fallito colpo di stato bolscevico a Tbilisi e di un tentativo fallito delle unità dell'Armata Rossa di penetrare in Georgia all'inizio di maggio 1920, il governo di Vladimir Lenin accettò di firmare un trattato con la Georgia e di riconoscere la sua indipendenza de jure se i menscevichi si fossero formalmente impegnati a non concedere rifugio sul territorio georgiano a qualsiasi forza ostile alla Russia sovietica. Molti politici georgiani, incluso il ministro degli Esteri Evgeni Gegechkori, considerarono tale clausola una violazione della sovranità della Georgia e sostennero il rifiuto dei termini russi. Tuttavia, il primo ministro georgiano Noe Zhordania era ansioso soprattutto di ottenere il riconoscimento internazionale della Georgia e quindi accettò.
Il trattato fu infine firmato a Mosca da Grigol Uratadze per la Georgia e Lev Karakhan per la Russia il 7 maggio 1920.

## Disposizioni
Nei primi due articoli del trattato, la Russia riconobbe incondizionatamente l'indipendenza della Georgia e rinunciò a ogni interferenza nei suoi affari interni:
Articolo I:

 Procedendo dal diritto, proclamato dalla RSFSR, di tutti i popoli alla libera autodeterminazione fino alla separazione dallo Stato di cui fanno parte, la Russia riconosce senza riserve l'indipendenza e la sovranità dello Stato georgiano e rinuncia volontariamente a tutti i diritti sovrani che erano appartenuti alla Russia nei confronti del popolo e del territorio della Georgia.
Articolo II:

 Procedendo dai principi proclamati nel precedente articolo I del presente Trattato, la Russia si impegna ad astenersi da qualsiasi tipo di ingerenza negli affari della Georgia.
La Georgia, a sua volta, si impegnò a disarmare e internare tutte le unità armate appartenenti a qualsiasi organizzazione che si presumeva avrebbero costituito una minaccia per il governo sovietico e a consegnare tali distaccamenti o gruppi a Mosca. In un supplemento segreto, che all'epoca non fu reso pubblico, i menscevichi fecero una concessione ancora maggiore, consentendo a un ramo locale dei bolscevichi russi di operare liberamente in Georgia:
La Georgia si impegna a riconoscere il diritto alla libera esistenza e all'attività del partito comunista [...] e in particolare il suo diritto a riunioni e pubblicazioni gratuite, compresi gli organi di stampa.

## Conseguenze

### Anni 1920
Nonostante la breve euforia menscevica per il dichiarato successo diplomatico, l'opinione pubblica georgiana denunciò il trattato come "sottomissione velata della Georgia alla Russia", come riportato dal commissario capo britannico Sir Oliver Wardrop. Il governo fu oggetto di dure critiche per le concessioni fatte a Mosca dall'opposizione parlamentare, in particolare dal Partito Nazionale Democratico. Tuttavia, il Trattato di Mosca ebbe un beneficio a breve termine per Tbilisi incoraggiando il riluttante Consiglio Supremo Alleato e gli altri governi a riconoscere la Georgia de jure l'11 gennaio 1921.
Il trattato non risolse il conflitto tra Russia e Georgia. Sebbene la Russia sovietica avesse riconosciuto l'indipendenza della Georgia, l'eventuale rovesciamento del governo menscevico era sia intenzionale che pianificato, e il trattato era solo una tattica dilatoria da parte dei bolscevichi, che erano allora preoccupati per una difficile guerra contro la Polonia.
Secondo l'accordo, il governo georgiano rilasciò la maggior parte dei bolscevichi dal carcere. Venne stabilito rapidamente un Partito Comunista della Georgia nominalmente autonomo, che, sotto il coordinamento dell'Ufficio del Caucaso del Partito Comunista Russo, attivò immediatamente una campagna aperta contro il governo menscevico i cui membri furono così nuovamente arrestati dall'energico Ministro degli Interni Noe Ramishvili. Ciò determinò le proteste del plenipotenziario russo Sergey Kirov, appena nominato, che scambiò note infuocate con Evgeni Gegechkori. Il conflitto, mai definitivamente risolto, fu successivamente utilizzato nella propaganda sovietica contro il governo menscevico, accusato da Mosca di vessare i comunisti, ostacolare il passaggio dei convogli in transito verso l'Armenia e sostenere una ribellione antisovietica nel Caucaso settentrionale. D'altra parte, la Georgia accusò la Russia di fomentare rivolte antigovernative in varie regioni del Paese, soprattutto tra minoranze etniche come abkhazi e osseti, e di aver provocato incidenti di frontiera lungo il confine con l'Azerbaigian sovietico.
Dopo nove mesi di fragile pace, nel febbraio 1921, l'Armata Rossa sovietica lanciò un'ultima offensiva contro la Georgia, con il pretesto di sostenere la ribellione dei contadini e dei lavoratori nel paese, ponendo fine alla Repubblica Democratica di Georgia, e stabilendo la Repubblica Socialista Sovietica Georgiana, che sarebbe durata per i successivi sette decenni.

### Anni 1990 e 2000
Mentre la Georgia si stava muovendo verso l'indipendenza dall'Unione Sovietica, il governo georgiano, guidato da Zviad Gamsakhurdia, si rivolse al presidente russo Boris El'cin affermando che "l'unico quadro legittimo per le relazioni" tra Russia e Georgia sarebbe potuto essere il trattato del 1920. Mosca si rifiutò e la Georgia dichiarò le truppe sovietiche in Georgia una forza di occupazione.
Nella Georgia moderna sono stati tracciati dei parallelismi tra la diplomazia georgiano-russa nel 1920 e negli anni 2000. In risposta alle indicazioni di diversi alti diplomatici russi che Mosca voleva vedere nella Georgia "un paese sovrano, neutrale e amichevole", piuttosto che un membro di alleanze militari come la NATO, il presidente georgiano Mikheil Saakashvili ha dichiarato il 25 ottobre 2007 che la neutralità non era un'opzione per la Georgia perché la Georgia aveva firmato un accordo sulla sua neutralità nel 1920 con la Russia bolscevica e dopo sei mesi la Georgia era stata occupata.